# Lutz Meschke
Lutz Meschke (* 2. April 1966 in Hilden) ist ein deutscher Manager. Er war von Oktober 2015 bis Februar 2025 stellvertretender Vorstandsvorsitzender der Porsche AG, in der er seit 2009 dem Vorstand angehörte.
Sein Studium im Studienfach Betriebswirtschaftslehre schloss Meschke an der Universität zu Köln als Diplom-Kaufmann ab. Bei der Wirtschaftsprüfungsgesellschaft KPMG arbeitete er als Prüfungsassistent, Prüfungsleiter und Manager der S.p.A., die in Mailand die Gesellschaft vertritt. Danach ging Meschke 1999 als Leiter Konzernkonsolidierung zur Hugo Boss AG.
Nachdem er 2001 zu Porsche gewechselt war, war Meschke beim Stuttgarter Kraftfahrzeughersteller zunächst Leiter im Bereich Bilanzierung und ab 2004 im Bereich Controlling. 2009 wurde er Mitglied des Porsche-Vorstands und übernahm dort die Zuständigkeit für die Ressorts Finanz- und Betriebswirtschaft sowie Einkauf. Zum 1. Oktober 2015 wurde Meschke als stellvertretender Vorstandsvorsitzender der Porsche AG berufen. Ab 2018 setzte er sich öffentlich für einen Börsengang der Porsche AG ein.
Zur Jahresmitte 2020 rückte er zusätzlich in den Vorstand der Porsche Automobil Holding SE und übernahm dort die Zuständigkeit für das Beteiligungsgeschäft. Meschke wurde zum 1. Januar 2021 der Aufsichtsratsvorsitzende der Handelshochschule Leipzig. Im Januar 2022 wurde sein Vertrag als Finanzvorstand der Porsche AG um fünf Jahre verlängert. Im Februar 2025 schied Meschke aus dem Vorstand der Porsche AG aus, blieb jedoch weiterhin Mitglied des Vorstands der Porsche SE.
Meschke trieb den Einstieg der Porsche AG als Investor beim VfB Stuttgart voran und übernahm, nachdem die erste Anteilsübernahme im Januar 2024 finalisiert wurde, am 29. Februar 2024 einen Sitz im Aufsichtsrat des Fußballklubs.